# Gordonia amboinensis
Gordonia amboinensis là một loài thực vật có hoa trong họ Theaceae. Loài này được (Miq.) Merr. mô tả khoa học đầu tiên năm 1922.